# Amphiporthe
Amphiporthe — рід грибів родини Gnomoniaceae. Назва вперше опублікована 1971 року.

## Види
База даних Species Fungorum станом на 24.10.2019 налічує 3 види роду Amphiporthe:
- Amphiporthe hranicensis (Petr.) Petr., 1971
- Amphiporthe raveneliana (Thüm. & Rehm) M.E.Barr, 1978
- Amphiporthe tiliae (Sacc.) Rossman & Castl., 2015